# باربرا بوني
باربرا بوني (بالإنجليزية: Barbara Bonney)‏ هي معلمة موسيقى ومغنية ومغنية أوبرا وأستاذة جامعية وموسيقية أمريكية، ولدت في 14 أبريل 1956 في مونتكلير ‏ في الولايات المتحدة.

## وصلات خارجية
- باربرا بوني على موقع IMDb (الإنجليزية)
- باربرا بوني على موقع ميوزك برينز (الإنجليزية)
- باربرا بوني على موقع أول ميوزيك (الإنجليزية)
- باربرا بوني على موقع ديسكوغز (الإنجليزية)
- باربرا بوني على موقع قاعدة بيانات الفيلم (الإنجليزية)